# Britney: Piece of Me Tour
A "Britney: Piece of Me" Britney Spears első amerikai "rezidens" koncertsorozata. A show 2013. december 27-én kezdődött, 2017. december 31-én ért véget. Britney hetente több alkalommal lépett fel a Planet Hollywood színháztermében, az Axisban. Britney először 2 évre írta alá a szerződést a Planet Hollywood-nak, majd 2015-ben hosszabbították meg, egyrészt a sikeres jegyeladások miatt. 2016-tól a show reklámozásához használták a "Remixed. Reimagined. Still Iconic." mottót. 2017. március 28-án Britney megerősítette, hogy a show nemzetközileg is debütál 2017 nyarán (Britney: Live in Concert).

## Háttér

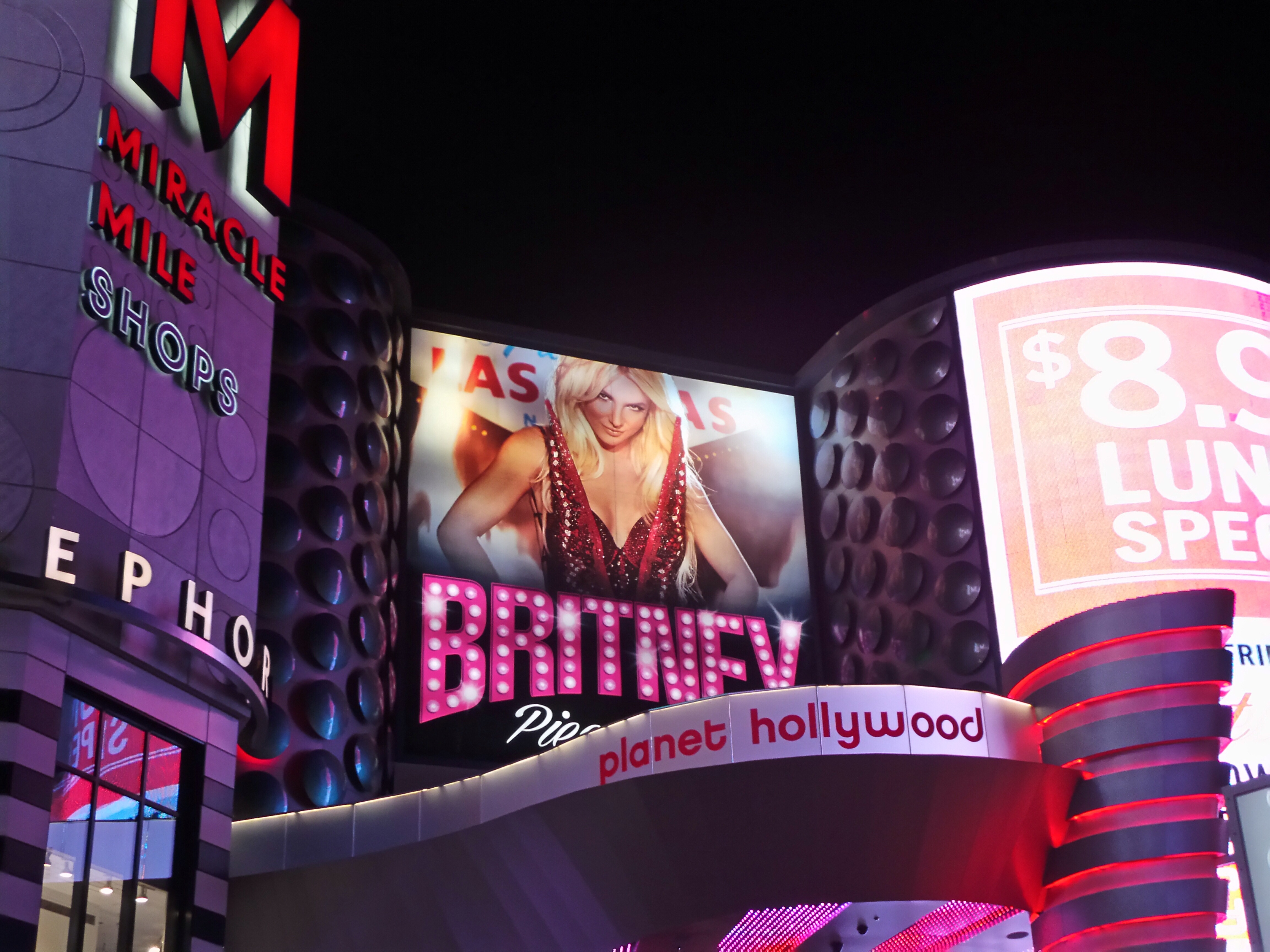
A Planet Hollywood bejárata.

A Femme Fatale Tour befejezése után felröppentek olyan pletykák, miszerint az énekesnő turnézni indul Las Vegas-ba. 2013 januárjában meg is erősítették a hírt, méghozzá a show helyszíne is napvilágra került: Planet Hollywood, Las Vegas, Nevada. A helyszínt Spears 2013 szeptember 17-én erősítette meg a Good Morning America interjú során, melyre az énekesnő helikopterrel érkezett. Az interjú előtt Britney rajongói egy meglepetéssel kedveskedtek kedvencüknek, melyen az énekesnő igencsak meglepődött: körülbelül ezer kártyára nyomtatták Britney képeinek 1-1 részletét, melyből egy óriásit állítottak össze. 
Spears menedzsere, Larry Rudolph így nyilatkozott a Vegas-i rezidenséggel kapcsolatban: "Ez egy új fejezet lesz Britney karrierjében. Össze sem lehet hasonlítani korábbi koncertjeivel. A rajongók meg fognak lepődni". Britney 50 koncertet ad és 15 millió dollárt keres egy évben ezzel a koncertsorozattal.

## Elismerések

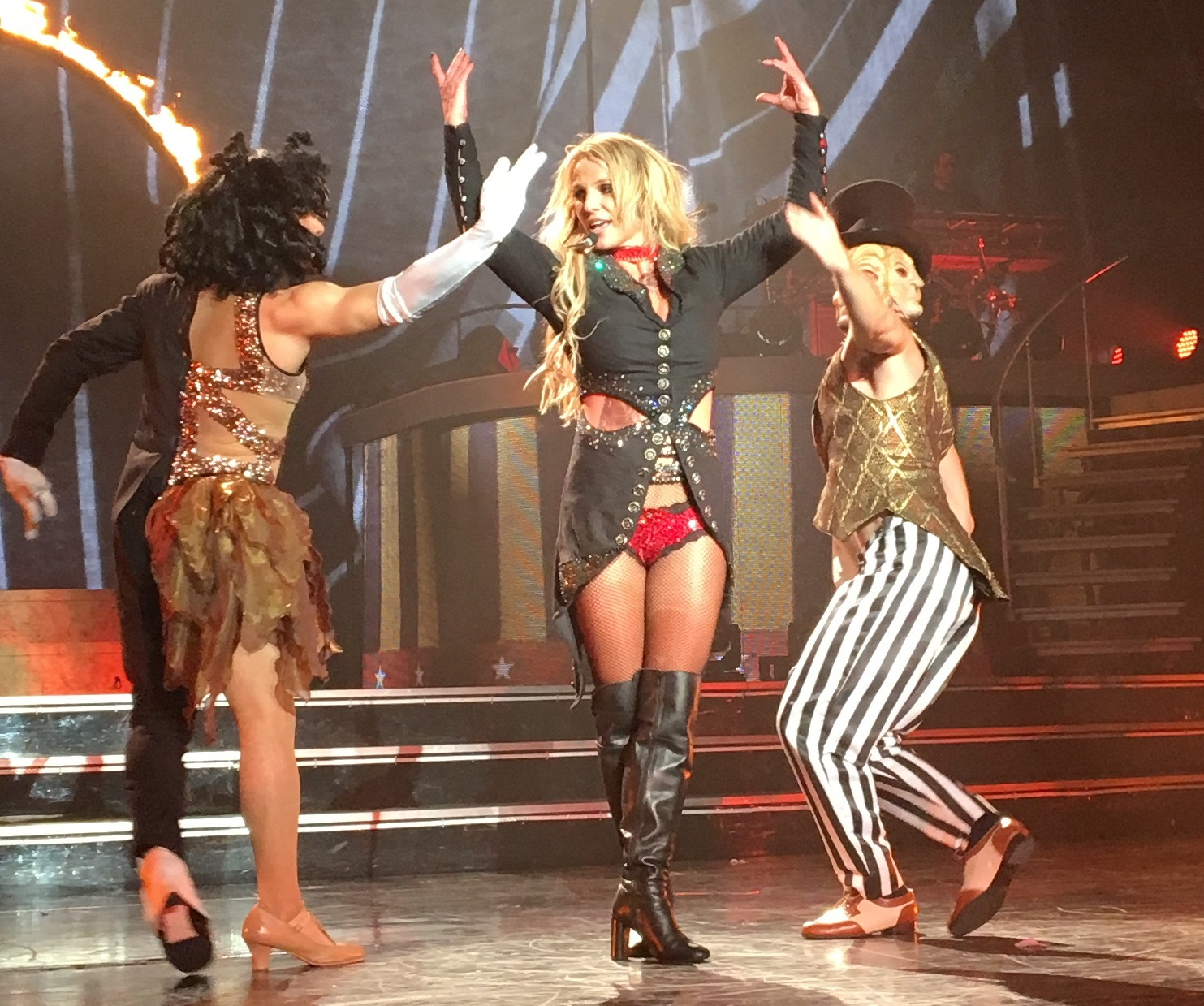
Britney 2016-ban a "Circus" dal előadása közben.

2014-ben a  Caesars Entertainment honorálta az énekesnőt a showjáért, így minden év november 5-én van hivatalosan a "Britney nap" Las Vegas-ban.
Ennek ceremóniáját 2014 november 5-én tartották, ekkor kapta meg Britney az úgynevezett városkulcsot. Miután ekkora siker lett az énekesnő showja, több neves előadó is elvállalt hasonló rezidenskoncertet, például Mariah Carey és Jennifer Lopez, utóbbi szintén az Axis színháztermében lép fel.
Britney-t több díjjal is kitüntette a Best of Las Vegas Awards, a 7 díjból 4 arany, 2 bronz és 1 ezüst minősítésű.

## Jegyeladások
A show első két szakasza teltházas sikernek örvendett. 2017 februárjáig több mint 710,418 jegyet értékesítettek, ezzel elérve a 103 millió dolláros bevételt.

## A show menete

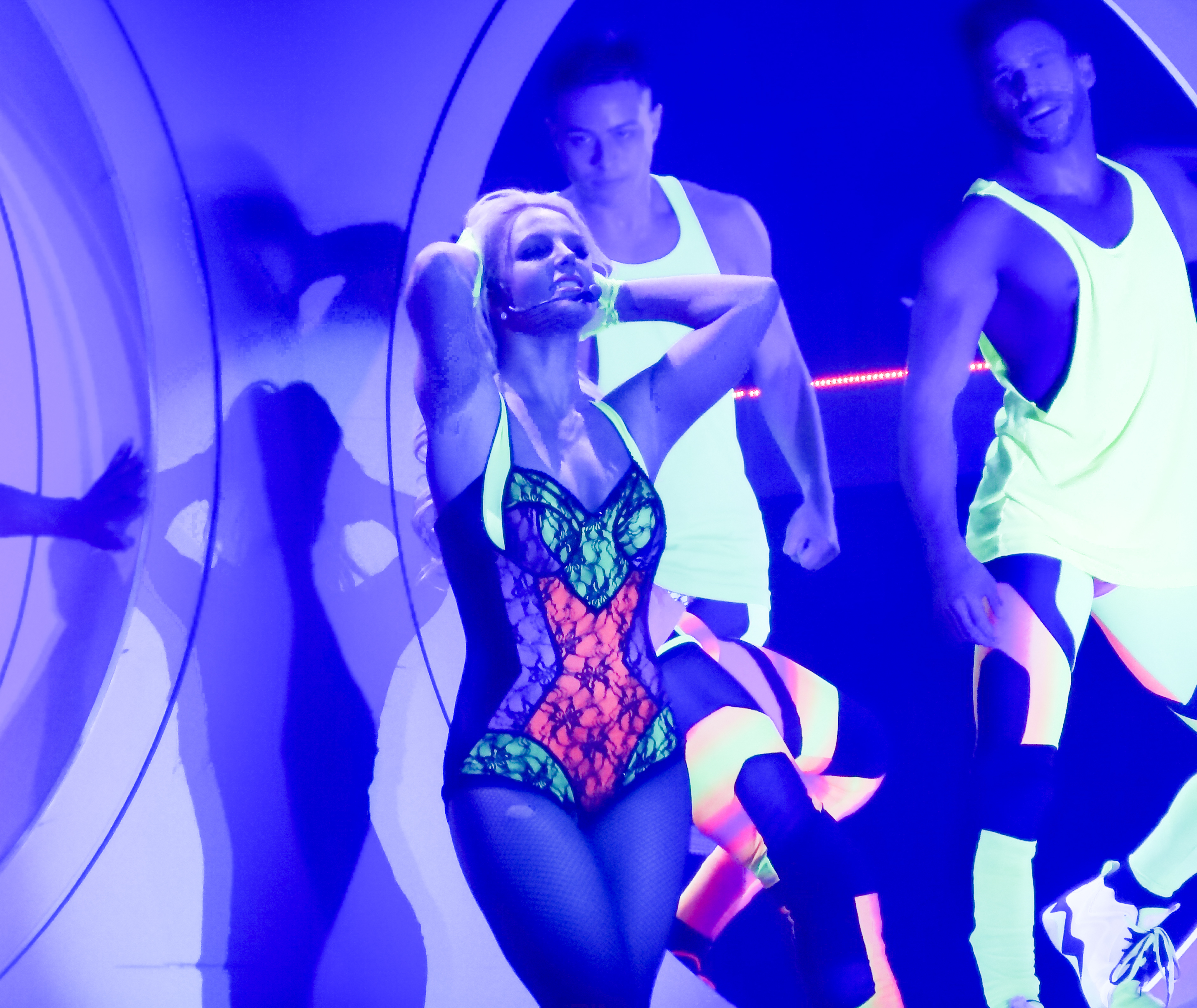
Britney a "Boys" előadása közben

A megújított show új intrót kapott. Először szétnyílik a függöny és Britney elkezd egy francia szöveget beszélni. A táncosok szétszóródva mennek be a színpadra, majd egy katonai témájú koreot adnak elő, ezután füst kíséretében megjelenik Britney és előadja Work Bitch című számát. A dalra Spears és táncosai a videóklipben megismert koreográfiára táncolnak. A show ezután a Womanizer című számmal folytatódik, majd ennek a végén Spears először szól közönségéhez, és köszönti őket. Ezután Spears és táncosai előadják a Break the Ice és Piece of Me dalokat.
Ezután egy rövid videó következik amelyben Britney videóklipjei vannak bemutatva 1998-tól 2015-ig. A rövid videó után megjelenik Spears és előadja a Me Against the Music-ot a klipben látott koreoval és díszlettel. A dal után Spears előadja az I Love Rock ’n’ Roll című feldolgozást egy óriási gitáron. Ez a gitár már ismert, Britney 2011-ben is használta a Femme Fatale Tour-on, a Burning Up (Madonna feldolgozás) előadásához. Ezután Britney előadja a Gimme More-t.
Ezután egy kisebb szünet következik, és ismét egy videót mutatnak, amiben Britney angyalnak öltözve felolvas egy verset: Someone once told me: Go beyond reason to love. It is safe. It is the only safety. Love all you can, and when you're ready, all will be shown to you. Ezután Britney megjelenik a színpadon, és a magasban, angyalszárnyakkal a hátán előadja In the Zone című albuma 3. kislemezét, az Everytime-ot. A dal után elsötétül a színpad, a táncosok és az énekesnő is feketébe öltözik át, majd elkezdődik Britney legelső kislemeze, a …Baby One More Time majd végül az Oops!… I Did It Again egy hatásos  táncos résszel, és egy piros kötéllel a dal közepén.
Ezt követően egy rövid videót vetítenek a Scream & Shout aláfestésével, melyben will.i.am látható. Britney és a táncosai neon ruhában lépnek ismét színpadra, hogy előadják Spears Boys című dalát. Ezután Spears egy Missy Elliott egyveleget táncol el, majd előadja a Glory-ról a "Do You Wanna Come Over?"-t.

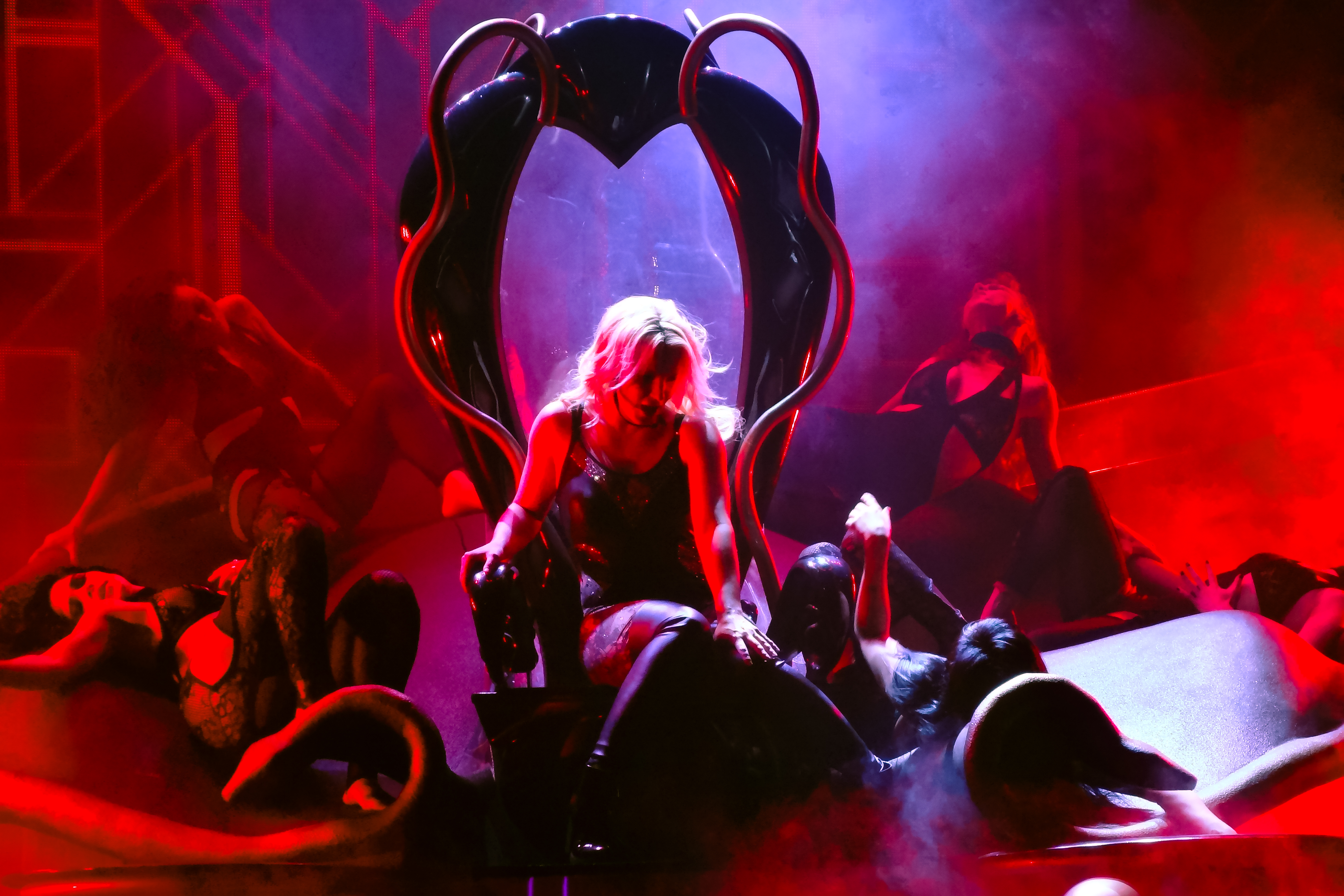
Britney az "I’m a Slave 4 U" alatt.

Az új résznél egy részlet következik a "Get Naked (I Got A Plan)" című számból, majd Britney és a táncosai ismét színpadra lépnek, és előadják az I'm A Slave 4 U-t, melynek bridge részében a videóban megszokott régi koreográfiát táncolják. Ezt követi a "Freakshow" című dal, melyben Brit és táncosai kiválasztanak egy önként jelentkezőt a közönségből, aki felmegy hozzájuk a színpadra (ezek általában beépített emberek). Britney táncol, játszik és pórázon vezeti az önként jelentkezőt, majd a fellépés végén megajándékozza egy dedikált pólóval és néhány jó szóval. Do Somethin’ a következő dal, melyben egy székes koreográfiát adnak elő.
Ezt követően a táncosok a Circus verziójára táncolnak, majd megjelenik az énekesnő, és egy tűzkarikában énekel. Majd következik If U Seek Amy dala. Ezután Britney női táncosaival előadja a "Breathe on Me"-t, ezután a Slumber Party-t, végül férfi táncosaival a "Touch of My Hand"-et erotikus koreoval, majd Britney távozik a színpadról.
A következő videó dzsungel-elemeket és virágokat tartalmaz. Britney egy magas fán jelenik meg a színpadon, ahogy esik rá az eső, majd előadja Toxic című slágerének első bevezető részét, refrénjét, majd leugrik a fáról és a dalt a földön, esőben táncolva folytatja tovább. A következő dal a Stronger, melynek végén igazi tűz lobban fel, ami jelzi, hogy pillanatokon belül kezdődik a következő dal, a (You Drive Me) Crazy. Ennél a dalnál Spears megkéri közönségét, hogy tapsoljanak a táncosainak. A Crazy végén megkérdezi, szeretnének-e még egy dalt, majd elkezdődik a Till The World Ends, a show utolsó dala, csakúgy, mint a Femme Fatale Tour-on.
Az utolsó dal befejezése után Brit megköszöni rajongóinak a támogatást, hogy eljöttek a koncertjére, majd a 
Till the World Ends/Work Bitch mashup hangjaira elhagyja a színpadot tűzijátékok kíséretében.

## Dallista

### Dallista (2016-tól)
Az alábbi dallista a 2016-os műsor alapján készült azonban előfordulhat, hogy később változni fog. 2016 augusztus 17-től két új dal kapott helyet a dallistán, a "Make Me..." és a "Do You Wanna Come Over?", utóbbi a "Pretty Girls"-t helyettesíti. 2016 október 21-én G-Eazy fellépett Britney oldalán a "Make Me..." és "Me, Myself & I" egyvelegével. és 2016 november 16-tól a Slumber Party-val bővült a dallista. 2017 január 25-én a "Slumber Party" előadásához csatlakozott a színpadon Tinashe. 2017. augusztus 19-én Britney élőben elénekelte  Bonnie Raitt "Something to Talk About" c. dalát, mellyel a médiának akart üzenni a playback vádakról.
1.Felvonás 
1. "Work Bitch"
2. "Womanizer"
3. "Break the Ice"
4. "Piece of Me"

2.Felvonás 
1. "Everytime"
2. "…Baby One More Time"
3. "Oops!… I Did It Again"

3.Felvonás
1. "Change Your Mind (No Seas Cortés)
2. "Me Against the Music"
3. "I Love Rock ’n’ Roll"
4. "Gimme More"

4.Felvonás 
1. "Scream & Shout"
2. "Boys"
3. "Do You Wanna Come Over?"
4. "Work It" / "Get Ur Freak On" / "WTF (Where They From)"

5.Felvonás 
1. "Get Naked (I Got A Plan)"
2. "I’m a Slave 4 U"
3. "Make Me..."
4. "Freakshow"
5. "Do Somethin’"

6.Felvonás
1. "Circus"
2. "If U Seek Amy"
3. "Breathe on Me"
4. "Slumber Party"
5. "Touch of My Hand"

7.Felvonás 
1. "Toxic"
2. "Stronger"
3. "(You Drive Me) Crazy"

Ráadás 
1. " Till the World Ends

### Dallista (2013-2015)
2014-ben az "Alien"-t  néhány alkalommal előadta az énekesnő a "Do Somethin’" vagy "Perfume" dalok helyett. 2015 augusztus 5-én a "Pretty Girls" felkerült a dallistára, ez véglegesen helyettesítette az "I Wanna Go"-t.
1. Felvonás 
1. "Work Bitch"
2. "Womanizer"
3. "3"

2. Felvonás 
1. "Everytime"
2. "...Baby One More Time"
3. "Oops!... I Did It Again"

3. Felvonás 
1. "Me Against the Music"
2. "Gimme More"
3. "Break the Ice"
4. "Piece of Me"

4. Felvonás 
1. "Scream & Shout"
2. "Boys"
3. "Perfume"

5. Felvonás 
1. "Get Naked (I Got a Plan)"
2. "I'm a Slave 4 U"
3. "Freakshow"
4. "Do Somethin'"

6. Felvonás 
1. "Circus"
2. "I Wanna Go"
3. "Lucky"

7. Felvonás 
1. "Toxic"
2. "Stronger"
3. "(You Drive Me) Crazy"
4. "Till the World Ends"

## Koncertdátumok
| 2013-as koncertdátumok - december 31. 2014-es koncertdátumok - december 31. 2015-ös koncertdátumok - december 31. | 2016-os koncertdátumok - november 19. 2017-es koncertdátumok - január 11. - január 13. - január 14. - január 18. - január 20. - január 21. - január 25. - január 27. - január 28. - február 1. - február 3. - február 4. - március 22. - március 24. - március 25. - március 29. - március 31. - április 1. - április 5. - április 7. - április 8. - május 3. - május 5. - május 6. - május 10. - május 12. - május 13. - május 17. - május 19. - május 20. - augusztus 9. - augusztus 11. - augusztus 12. - augusztus 16. - augusztus 18. - augusztus 19. - augusztus 23. - augusztus 25. - augusztus 26. - augusztus 30. - szeptember 1. - szeptember 2. |  |